# Петр Влчек
Петр Влчек (чеськ. Petr Vlček, нар. 18 жовтня 1973, Прага) — чеський футболіст, що грав на позиції захисника, зокрема, за пльзенську «Вікторію», празьку «Славію» та грецький «Паніоніос», а також національну збірну Чехії.

## Клубна кар'єра
У дорослому футболі дебютував 1993 року виступами за команду клубу «Вікторія» (Пльзень), в якій провів три сезони, взявши участь у 85 матчах чемпіонату.
Своєю грою за цю команду привернув увагу представників тренерського штабу клубу «Славія», до складу якого приєднався 1997 року. Відіграв за празьку команду наступні три сезони своєї ігрової кар'єри. Більшість часу, проведеного у складі «Славії», був основним гравцем захисту команди.
Протягом 2000—2001 років грав у Бельгії за «Стандард» (Льєж).
2001 року уклав контракт з грецьким «Паніоніосом», у складі якого провів наступні чотири роки своєї кар'єри гравця. Граючи у складі «Паніоніоса» також здебільшого виходив на поле в основному складі команди.
Протягом 2005—2006 років захищав кольори команди кіпрського клубу «Етнікос» (Ахнас).
Завершив професійну ігрову кар'єру 2006 року у клубі «Вікторія» (Пльзень), у складі якого свого часу її розпочинав.

## Виступи за збірні
Протягом 1995–1996 років залучався до складу молодіжної збірної Чехії. На молодіжному рівні зіграв у 5 офіційних матчах.
1997 року дебютував в офіційних матчах у складі національної збірної Чехії. Протягом кар'єри у національній команді, яка тривала 4 роки, провів у її формі 18 матчів.
У складі збірної був учасником розіграшу Кубка конфедерацій 1997 року у Саудівській Аравії, на якому команда здобула бронзові нагороди, а також чемпіонату Європи 2000 року у Бельгії та Нідерландах, на якому був запасним гравцем і на поле не виходив.

## Титули і досягнення
- Володар Кубка Чехії (1):

«Славія»: 1998-1999